# Bijlmermeer (gemeente)
Bijlmermeer was een ambachtsheerlijkheid ten zuidoosten van Amsterdam die ontstond nadat het oorspronkelijke meer, het Bijlmermeer, in de zeventiende eeuw werd drooggemaakt.

## Gemeente
Na de Franse tijd werd het in 1817 een zelfstandige gemeente waartoe ook de Oost Bijlmerpolder, West Bijlmerpolder en de Bijlmerbroek behoorden. Aan het zandpad van Weesp naar Amsterdam lag in het oosten het gehucht de Bijlmer. Alhoewel de gemeente nauwelijks inwoners kende, de Bijlmermeer had nog geen 100 inwoners, had de gemeente een eigen onderkomen nabij het Weesper tolhek, het rechthuis
aan de noordzijde van de Bijlmerringkade waar een klein buurtje inclusief een café en later een bezinepomp ontstond, de Hoge Bijlmer genoemd. Aan de zuidzijde bevond zich aan de Bijlmerringkade de buurtschap de Lage Bijlmer met enige lintbebouwing zowel aan de water als aan de landzijde waaronder het Bijlmerkapel. 

### Rechthuis
Het rechthuis met geselpaal werd gebouwd in 1751 door Cornelis Bruijne uit Weesp voor een bedrag van fl. 3.800. Naast rechthuis werd het ook gebruikt als polderhuis door het bestuur van de droogmakerij bestaande uit dijkgraaf en heemraden die er bijeenkomen om zich te buigen over het onderhoud en beheer. Het was 26 meter lang, 6 meter breed en 4 meter hoog met een achterhuis met een rieten dak. Het gebouw stond op 111 juffers van ca. 10 meter lang. Op de zolderverdieping was een toren met windhaan en een dubbele schoorsteen. Het gebouw omvat een voorportaal, een gang, de rechtkamer, een kantoortje, een keuken, een ruimte met bedstee en trap naar de zolder en kelder. Als rechthuis werd het echter nauwelijks gebruikt evenals de geselpaal. Tot in de jaren zeventig van de twintigste eeuw blijf het gebouw staan maar het torentje met de klok is verdwenen en aan de linkerkant zijn twee kleine woningen aangebouwd. Eind februari 1970 worden het voormalige rechthuis en de aangebouwde panden  voor de stadsuitbreiding gesloopt. 

## Fusie en annexatie
Op 20 december 1846 ging de gemeente bij koninklijk besluit op in Weesperkarspel. 
In 1960 stelde de minister van Binnenlandse Zaken Edzo Toxopeus voor om Diemen en Ouder-Amstel samen te voegen met de Bijlmermeer tot gemeente Bijlmermeer. Diemen wilde Ouder-Amstel er echter niet bij hebben en ook Ouder Amstel wilde ook liever zelfstandig blijven. Het voorstel heeft het daarom niet gehaald. Na de Bijlmerkwestie werd uiteindelijk op 1 augustus 1966 het noordelijke deel van Weesperkarspel, het  vroegere grondgebied van de Bijlmermeer, door Amsterdam geannexeerd en op 13 december 1966 begon de bouw van de nieuwbouwwijk Bijlmermeer (Stadsdeel Amsterdam-Zuidoost).